# نزاع غرب فلوريدا
نزاع غرب فلوريدا يشير إلى خلافين حُدوديين -على مدى 37 عامًا- بين إسبانيا والولايات المتحدة على المنطقة المدعوة «غرب فلوريدا». نشأ الخلاف الأول بعدما استلمت إسبانيا مستعمرتَي فلوريدا الغربية والشرقية من مملكة بريطانيا العظمى، عقب الحرب الثورية الأمريكية. وسُوِّيت الخلافات في 1795 بمعاهدة بِنكِني.
نشأ الخلاف الثاني بعد «صفقة لويزيانا» في 1803. أدى النزاع إلى استقلال جزء من غرب فلوريدا عن الحكم الإسباني في 1810، ليصبح «جمهورية غرب فلوريدا»، قبل أن تضمه الولايات المتحدة. في 1819 فاوضت الولايات المتحدة إسبانيا في «معاهدة آدمز أونيس»، لتشتري منها بقية فلوريدا. وأُقرّت المعاهدة في 1821.

## الخلاف الحدودي الأول
كانت بريطانيا قد أسست منطقة غرب فلوريدا من أراض حصلت عليها من إسبانيا وفرنسا في 1763 في «معاهدة باريس» التي وَضعت حدًّا لحرب الفرنسيين والهنود (حرب السنوات السبع). في هذه المعاهدة حصلت من إسبانيا على فلوريدا الإسبانية كلها، ومن فرنسا على أغلب لويزيانا الفرنسية شرق نهر المسيسيبي. لكنها وَجدت المنطقة أكبر من أن تُحكم كلها من عاصمة واحدة، فقسمتها إلى مستعمرتين جديدتين: غرب فلوريدا (عاصمتها بينساكولا)، وشرق فلوريدا (عاصمتها سانت أوغسطين).
بعد 20 عامًا تخلى البريطانيون لإسبانيا عن المستعمرتين، عقب الحرب الثورية الأمريكية، لكنهم لم يعيّنوا حدود غرب فلوريدا، التي كانت قد تغيرت في عهدهم. في العهد البريطاني كانت الحدود الشمالية لغرب فلوريدا عند خط العرض 31 شمالًا، ثم نُقلت في 1764 إلى 32° 22′ لتوسيع غرب فلوريدا، ولا سيما منطقتا ناتشيز وتومبيجبي. أصرت إسبانيا على الحصول على غرب فلوريدا بالحدود الأخيرة بعد التوسيع (32° 22′)، لكن الولايات المتحدة أصرّت على أن المنطقة التي بين 31° و32° 22′ كانت بريطانيّة دائمًا، وبذلك فهي من حق الولايات المتحدة. بعد سنين من الشد والجذب، انحل الخلاف في 1795 بمعاهدة بِنكِني، التي اتفق الطرفان فيها على تعيين خط العرض 31 حدًّا بين الولايات المتحدة وغرب فلوريدا.

## الخلاف الحدودي الثاني
قبل 1762 امتلكت فرنسا أرضًا غرب نهر برديدو، وأدارتها بوصفها جزءًا من لويزيانا الفرنسية. وفي العام نفسه أبرمت مع إسبانيا معاهدة سرية، على أنها بعد إعلان المعاهدة في 1764 ستكون متنازلة رسميًّا لإسبانيا عن كل الأراضي الفرنسية الواقعة غرب نهر مسيسيبي، إضافة إلى جزيرة نيو أورلينز.
في 1763 في آخر حرب السنوات السبع تخلت فرنسا لبريطانيا العظمى عن بقية أرضها الواقعة شرق النهر – شاملة ما بين نهرَي برديدو ومسيسيبي، وتخلت لها أيضًا إسبانيا عن فلوريدا الإسبانية. فأسست بريطانيا مستعمرة «غرب فلوريدا» من الأراضي التي تخلت عنها فرنسا وإسبانيا. في 1783 أعادت بريطانيا العظمى شرق فلوريدا إلى إسبانيا، ونقلت إليها أيضًا غرب فلوريدا، فحكمتهما إسبانيا بوصفهما مقاطعتين منفصلتين عن بعضهما وعن لويزيانا. في 1800 قبِلت إسبانيا بعد ضغط من نابليون الفرنسي أن ترد لويزيانا وجزيرة نيو أورلينز إلى فرنسا، التي تعهدت في مفاوضاتها بردّهما إلى إسبانيا في حالة التخلي عنهما. وفي 15 أكتوبر 1802 أصدر كارلوس الرابع (ملك إسبانيا) مرسومًا ملكيًّا بذلك، أقر فيه رسميًّا نقل لويزيانا إلى فرنسا («بمساحتها الحالية نفسها، التي كانت بها حين تخلت عنها فرنسا لِتَاجي الملكي»)، وسحْب القوات الإسبانية من المنطقة. وعندما اشترت الولايات المتحدة منطقة لويزيانا من فرنسا في 1803، نشأ بين الولايات المتحدة وإسبانيا خلاف حول كون غرب فلوريدا جزءًا من صفقة لويزيانا. طالبت الولايات المتحدة بمنطقة غرب فلوريدا التي بين نهرَي المسيسيبي وبرديدو، مؤكِّدة أنها كانت جزءًا من لويزيانا الفرنسية. لكن أصرت إسبانيا على أن هذا زعم لا أساس له.
في 1810 سخطت مجموعة من المستوطنين الأمريكيين والبريطانيين في منطقة باتون روج (في لويزيانا) بعدما علموا أن الحاكم الاستعماري الإسباني الذي اصطنع تعاطفه معهم قد شكّل ضدهم قوّةً في الواقع. وثاروا في 23 سبتمبر باجتياح حامية إسبانية في حصن سان كارلوس في باتون روج، وإعلان استقلال «جمهورية غرب فلوريدا» في 26 سبتمبر. في 27 أكتوبر أعلن رئيس الولايات المتحدة وجوب ضم المنطقة إلى الدولة، ولم يكن بوسع إسبانيا مقاومة هذا، إذ كانت انخرطت في حرب الاستقلال ضد فرنسا. وفي 10 ديسمبر أتم الجيش الأمريكي احتلال «جمهورية غرب فلوريدا».
في 1819 فاوضت الولايات المتحدة إسبانيا في «معاهدة آدمز أونيس»، التي بموجبها تسلمت من إسبانيا غرب فلوريدا وجميع شرق فلوريدا، مقابل إسقاط دعاوى النهب الأمريكية.

## النزاع بالتفصيل
بموجب المعاهدة التي أعقبت حرب السنوات السبع في 1763، انقسم ما كان يُدعى حينئذ «لويزيانا» بين بريطانيا العظمى وإسبانيا، وخسرت فرنسا كل ممتلكاتها في أمريكا الشمالية: فبالإضافة إلى كندا، تخلت لبريطانيا العظمى عن نهر موبيل ومينائه وكل ممتلكاتها شرق المسيسيبي، عدا نيو أورلينز وجزيرتها. وتنازلت لإسبانيا عن بقية لويزيانا في معاهدة سرية منفصلة. ثم تنازلت إسبانيا لبريطانيا العظمى عن فلوريدا مقابل استعادة كوبا، فقسمتها بريطانيا إلى شرق وغرب.

### معاهدة سانت إلديفونسو
«بموجب معاهدة 1 أكتوبر 1800 بين إسبانيا والجمهورية الفرنسية، المدعوة ‹معاهدة سانت إلديفونسو›، ردّت إسبانيا إلى فرنسا مقاطعة لويزيانا، بمساحتها تحت الحكم الإسباني، وحكم فرنسا من قبل...